# Portami tante rose (album)
| Recensione              | Giudizio |
| ----------------------- | -------- |
| Dizionario del Pop-Rock | [ 2 ]    |

Portami tante rose è il secondo album in studio del gruppo musicale italiano I Camaleonti, pubblicato in Italia nel 1967.

## Il disco
Questo album viene pubblicato subito dopo l'abbandono di Riki Maiocchi (presente, comunque, in alcune canzoni, già pubblicate come singoli a 45 giri, come voce solista); le rimanenti voci sono di Antonio Cripezzi, detto "Tonino", e Livio Macchia. Maiocchi è sostituito, alla chitarra, da Mario Lavezzi, che partecipa solo ai cori. In copertina sono raffigurati i componenti della band.
Questo disco è stato ristampato dall'etichetta discografica "On Sale Music" in un unico compact disc con il precedente album The Best Records in the World, integrati con sei canzoni incise all'epoca solo su singolo a 45 giri.
Anche in questo disco, come nel precedente, sono inserite molte cover di brani di artisti anglosassoni:
- Senza di te che farò, cantata da Livio Macchia, è la versione in italiano di It's a Man's Man's Man's World di James Brown (l'anno precedente era stata tradotta da Luigi Tenco, con il titolo Mondo di uomini, cantata da Lucio Dalla);
- La mia voce è la versione in italiano di When You Walk in the Room (incisa dapprima da Jackie DeShannon, quindi dai The Searchers); The Rokes ne avevano già inciso una cover col titolo C'è una strana espressione nei tuoi occhi;
- Non c'è più nessuno è la cover di A Groovy Kind of Love; nel 1965 fu una hit di Diane & Annita, poi dei The Mindbenders;
- Non vivo da re è la versione in italiano di When I Come Home degli Spencer Davis Group;
- Ci vuole poco è la cover di Come on Home di Wayne Fontana;
- Ti dai troppe arie in originale è Really Mystified dei The Merseybeats;
- Credo è la cover di He Can Win dei Moody Blues;
- La libertà è la cover di Last Train to Clarksville dei The Monkees.

## Tracce
Lato A
1. Portami tante rose – 3:20 (testo: Michele Galdieri – musica: Cesare Andrea Bixio)
2. Ci vuole poco (Come on Home)* – 3:20 (testo: Luigi Menegazzi – musica: Gerald "Jackie" Edwards)
3. Alla nostra età – 2:54 (testo: Luigi Menegazzi, Domenico Serengay – musica: Mario Piovano)
4. Non vivo da re (When I Come Home)* – 2:10 (testo: Luigi Menegazzi – musica: Gerald "Jackie" Edwards, Steve Winwood)
5. La mia voce (When You Walk in the Room)* – 3:04 (testo: Mogol, Ricky Gianco – musica: Jackie DeShannon)
6. Ti dai troppe arie (Really Mistified)* – 2:00 (testo: Luigi Menegazzi, Miki Del Prete, Domenico Serengay – musica: Johnny Gustafson, Tony Crane)

Lato B
1. Ora ho capito – 3:06 (Luigi Menegazzi, Domenico Serengay, Mario Piovano, Mario Mellier)
2. Credo (He Can Win)* – 2:15 (testo: Luigi Menegazzi* – musica: Denny Laine, Michael Pinder*)
3. Non c'è più nessuno (A Groovy Kind of Love)* – 2:08 (Domenico Serengay (Carole Bayer Sager, Toni Wine)*)
4. Senza di te che farò (It's a Man's, Man's, Man's World)* – 2:38 (Luigi Menegazzi (James Brown)*)
5. La libertà (Last Train to Clarksville)* – 2:28 (Luigi Menegazzi (Tommy Boyce, Bobby Hart)*)
6. Ti saluto – 1:55 (testo: Luigi Menegazzi, Domenico Serengay – musica: Riccardo Zappa)

## Formazione
- Riki Maiocchi - voce, chitarra
- Livio Macchia - voce, chitarra, cori
- Mario Lavezzi - chitarra, cori
- Paolo de Ceglie - batteria
- Gerardo Manzoli detto Gerry - basso, cori
- Antonio Cripezzi detto Tonino - voce, tastiere, violino, cori